# 猴屿乡
猴屿乡是中国福建省福州市长乐区下辖的一个乡。
猴屿乡为著名侨乡。2023年，猴屿乡共有人口3.8万人，海外侨胞3.3万人。

## 行政区划
猴屿乡共辖4个村委会，分别是：
猴屿村、张村村、浮岐村、象屿村。
1. ↑  . www.fujian.gov.cn.   [2025-02-23].